# Utsetela gabonensis
Utsetela gabonensis är en mullbärsväxtart som beskrevs av François Pellegrin. Utsetela gabonensis ingår i släktet Utsetela och familjen mullbärsväxter. Inga underarter finns listade i Catalogue of Life.